# Trevor Birch (cầu thủ bóng đá, sinh năm 1933)
Trevor Birch (20 tháng 11 năm 1933 – tháng 5 năm 2013) là một cầu thủ bóng đá người Anh thi đấu ở vị trí wing half ở Football League cho Aston Villa và Stockport County.